# René Coicaud
René Coicaud (Libourne, 25 de agosto de 1927-Bergerac, 1 de octubre de 2000) fue un deportista francés que compitió en esgrima, especialista en la modalidad de florete.
Participó en los Juegos Olímpicos de Melbourne 1956, obteniendo una medalla de plata en la prueba por equipos. Ganó una medalla de plata en el Campeonato Mundial de Esgrima de 1957.

## Palmarés internacional
| Juegos Olímpicos   | Juegos Olímpicos      | Juegos Olímpicos | Juegos Olímpicos    |
| Año                | Lugar                 | Medalla          | Prueba              |
| ------------------ | --------------------- | ---------------- | ------------------- |
| 1956               | Melbourne (Australia) | Medalla de plata | Florete por equipos |
| Campeonato Mundial |                       |                  |                     |
| Año                | Lugar                 | Medalla          | Prueba              |
| 1957               | París (Francia)       | Medalla de plata | Florete por equipos |